# Pallavolo ai VII Giochi del Mediterraneo
La pallavolo ai VII Giochi del Mediterraneo si è giocata durante la VII edizione dei Giochi del Mediterraneo, che si è svolta ad Algeri, in Algeria, nel 1975: in questa edizione si è svolto sia il torneo maschile che quello femminile e la vittoria finale alla nazionale di pallavolo maschile della Jugoslavia e alla nazionale di pallavolo femminile della Jugoslavia.